# Virtua Fighter 5
Virtua Fighter 5 est un jeu vidéo de combat développé par Sega-AM2 et commercialisé par Sega en 2006 sur borne d'arcade. Le jeu a été porté sur PlayStation 3 et Xbox 360 en 2007.
Il fait partie de la série Virtua Fighter.

## Système de jeu
Virtua Fighter 5 reprend les bases du gameplay de Virtua Fighter 4: Final Tuned. Ce cinquième épisode implémente un nouveau système d'esquive et de nouvelles animations. Les versions consoles proposent cinq modes de jeu : Arcade, Versus, Quête, Dojo (l'entrainement) et le VF TV (qui permet de visualiser les vidéos). Elle offre également un large éventail de possibilités pour personnaliser ses personnages.
Le jeu propose dix-huit combattants :
- Akira Yuki
- Pai Chan
- Lau Chan
- Jeffry McWild
- Jacky Bryant
- Sarah Bryant
- Shun Di
- Lion Rafale
- Kage-Maru
- Wolf Hawkfield
- Aoi Umenokouji
- Lei Fei
- Vanessa Lewis
- Brad Burns
- Goh Hinogami
- Dural, le boss

dont deux inédits :
- Eileen, une jeune chinoise qui pratique le Hou quan (Kō-ken), la « boxe du singe ».
- El Blaze, un lutteur mexicain, spécialiste du Lucha libre.

Annoncé en juillet 2007, un mode de jeu en ligne fait son apparition dans la version Xbox 360. Cette annonce est venue contredire les propos de Sega, qui justifiait jusque-là l'absence de mode online par la volonté de ne pas dénaturer l'essence de la série, à savoir un gameplay au timing pointu que le moindre lag (latence) viendrait gâcher. Le mode de jeu en ligne consiste en un mode Versus via le Xbox Live.

## Virtua Fighter 5 R
Le 14 Février 2008, à l'Expo Amusement AOU, Sega AM2 a annoncé une révision de Virtua Fighter 5 connu sous le nom Virtua Fighter 5 R. Cette nouvelle version est sortie pour l'arcade le 24 juillet 2008 et présente des nouveaux niveaux ainsi qu'un nouveau personnage nommé Jean Kujo qui pratique le Karaté. Le lutteur de sumo Taka-Arashi revient également, faisant sa première apparition depuis Virtua Fighter 3 et portant le nombre de combattants à 20 (en comptant Dural).
Le jeu accueille donc deux personnages supplémentaires :
- Jean Kujo, un Français pratiquant le Karaté ;
- Taka-Arashi, un adepte du Sumo ayant déjà fait une apparition dans Virtua Fighter 3.

La version B de Virtua Fighter 5 R est officiellement sortie dans les salles d'arcades japonaises le 21 mai 2009. Cette version comportait des changements dans les animations des mouvements de tous les personnages ainsi que des changements pour améliorer les modes de jeu et un système de caméra amélioré.
La version C est sortie le 25 novembre 2009. Cependant, cette version a principalement ajouté de nouveaux éléments comme des tenues pour les personnages.

## Virtua Fighter 5 Final Showdown
Virtua Fighter 5 Final Showdown est une version améliorée de Virtua Fighter 5 comprenant une refonte complète des mécaniques de jeu, de nouvelles animations, un rééquilibrage, des arènes inédites et deux personnages supplémentaires sans oublier des modes de jeu bonus.
Le jeu est officiellement sorti dans les salles d'arcade japonaises le 29 juillet 2010. La version A de Final Showdown est sortie le 20 avril 2011 dans les salles d'arcade japonaises. Il a été annoncé à la Gamescom 2011 que Final Showdown arriverait sur PlayStation 3 le 5 juin 2012 et Xbox 360 le 6 juin 2012. Le jeu est sorti au format téléchargeable.
La version B de Final Showdown est sortie le 25 mars 2015 dans les salles d'arcade japonaises et supprime les fonctionnalités Internet.

## Virtua Fighter 5 Ultimate Showdown
Il s'agit d'une version remasterisée et améliorée du jeu intitulé Virtua Fighter 5 Ultimate Showdown également connu au Japon sous le nom de Virtua Fighter esports et qui a été présenté au Tokyo Game Show 2020 Online en septembre 2020 sous le nom de Virtua Fighter x esports Project (annoncé en mai 2021, pour célébrer le 60e anniversaire de Sega). Co-développée par Ryu Ga Gotoku Studio et Sega AM2, cette version propose des graphismes mis à jour utilisant le moteur Dragon, une nouvelle musique de fond, une nouvelle interface utilisateur, une nouvelle cinématique d'ouverture et de nouvelles fonctionnalités en ligne. Sortie le 1er juin 2021 dans le monde entier sur PlayStation 4. Ultimate Showdown propose également du contenu téléchargeable sous la forme de "Pack Légende" qui comprend toutes les musiques de fond des précédents jeux Virtua Fighter, divers costumes et objets pour la personnalisation des personnages et des options cosmétiques basées sur le jeu Virtua Fighter original y compris des graphismes d'interface utilisateur alternatifs, des scènes classiques et des modèles 3D à faible polygone pour chaque personnage.

## Les versions arcades
Voici un résumé rapide des différentes révisions.
Toutes les versions arcade du jeu ont été développées sur Lindbergh à l'exception de la version esports créée pour le système ALL.NET.
La conversion PlayStation 3 est basé sur la seconde révision (rev. B) de la version Lindbergh. La version Xbox 360, sorties quelques mois plus tard, est basée sur la révision C. Notons qu'une révision D est référencée au japon mais ne contiendrait que de nouveaux costumes pour chaque personnage.[style à revoir]
Au Japon, la version PlayStation 3 est sortie en deux éditions : une édition simple et une autre en bundle avec le jeu PlayStation 2 Virtua Fighter 10th Anniversary. Pour accompagner la sortie, un stick arcade officiel, le « Virtua Stick High Grade », a été spécialement commercialisé.
Virtua Fighter 5 R (sortie le 24 juillet 2008):
- Révision 1 : 10 septembre 2008
- Version A : 16 décembre 2008
- Version A Révision 1 : 17 mars 2009
- Version B : 21 mai 2009
- Version B Révision 1 : 9 juillet 2009
- Version B Révision 2 : 1er septembre 2009
- Version C : 25 novembre 2009

Virtua Fighter 5 Final Showdown (sortie le 29 juillet 2010):
- Révision 1 : 21 octobre 2010
- Version A : 21 avril 2011
- Version A Révision 1 : 24 novembre 2011
- Version B : 25 mars 2015

Virtua Fighter esports (sortie le 1 juin 2021 sur ALL.Net P-ras MULTI Ver.3) est la dernière version de Virtua Fighter 5 (appelé Ultimate Showdown sur Playstation 4).

## Réactions
- Revue de presse

1UP.com 9.5/10 • EGM 29/30 • Famitsu 35/40 • Gamekult 8/10 • GameSpot 8.1/10 • IGN 8.8/10 • Jeuxvideo.com 17/20 • Joypad 8/10 • JeuxActu 17/20